# Dinamarca en los Juegos Olímpicos de Londres 1908
Dinamarca estuvo representada en los Juegos Olímpicos de Londres 1908 por un total de 78 deportistas que compitieron en 8 deportes.  
El portador de la bandera en la ceremonia de apertura fue el nadador Aage Holm.

## Medallistas
El equipo olímpico danés obtuvo las siguientes medallas:
| Nombre               | Deporte            | Competición     |
| -------------------- | ------------------ | --------------- |
| Oro                  |                    |                 |
| —                    |                    |                 |
| Plata                |                    |                 |
| Equipo               | Fútbol             | Torneo M        |
| Ludvig Dam           | Natación           | 100 m espalda M |
| Bronce               |                    |                 |
| Anders Andersen      | Lucha grecorromana | 73 kg M         |
| Carl Jensen          | Lucha grecorromana | 93 kg M         |
| Søren Marinus Jensen | Lucha grecorromana | +93 kg M        |